# Воронова, Татьяна Васильевна
Татьяна Васильевна Воронова (латыш. Tatjana Voronova; 24 декабря 1955, Архангельская область) — латвийская шахматистка, международный мастер (1993) среди женщин.

## Карьера шахматистки
Играть в шахматы научилась в 14 лет. В 1978 году завоевала бронзу на 38-м женском чемпионате СССР по шахматам в Николаеве. Татьяна Воронова неоднократно была победительницей и призёром в финалах
чемпионата Латвии по шахматам среди женщин. Четыре раза она
одержала победу (1980, 1985, 1986, 1987), пять раз была второй (1982, 1998, 1999, 2000, 2003) и
шесть раз заняла третье место (1993, 1994, 1996, 1997, 2001, 2006).
Татьяна Воронова также много лет играла в составе разных команд Латвии. В Спартакиадах Народов СССР она участвовала в 1979 и 1981 годах.
В составе латвийской команды «Даугава» Татьяна Воронова участвовала в командном кубке СССР в 1980 году и заняла первое место на своей доске.
Четыре раз представляла Латвию на женских шахматных олимпиадах (1994, 1996, 1998, 2000) и на двух командных чемпионатах Европы по шахматам (1999, 2001).

## Тренер
В 1978 году окончила Государственный центральный ордена Ленина институт физической культуры (ГЦОЛИФК) и работает тренером в Рижской шахматной школе.

## Изменения рейтинга
| Графики недоступны из-за технических проблем. См. информацию на Фабрикаторе и на mediawiki.org. |